# Danny Cadamarteri
Danny Cadamarteri (* 12. Oktober 1979 in Cleckheaton) ist ein ehemaliger englischer Fußballspieler.
Der Stürmer begann seine Karriere 1996 beim FC Everton und hatte schon in seiner ersten Saison als Siebzehnjähriger sein Premier-League-Debüt. Im November 1999 wurde er an den FC Fulham ausgeliehen, kehrte aber schon nach einem Monat zu Everton zurück, der während Cadamarteris Zeit immer im unteren Tabellendrittel rangierte. Im Februar 2002 wechselte er zu Bradford City in die First Division. 2004 stieg der Klub ab und Cadamarteri ging zu Leeds United. Dort hatte er aber nur einen League-Cup-Einsatz und schon nach gut zwei Monaten wechselte er zu Sheffield United. Am Ende der Saison ging er dann wieder zu Bradford City. Im März 2006 wurde er bei einer Dopingkontrolle positiv auf Ephedrin getestet und für sechs Monate gesperrt. Nach seiner Sperre spielte er für Grays Athletic, Leicester City, die Doncaster Rovers und von 2007 bis 2009 für den Drittligisten Huddersfield Town. Dann wechselte er in die Scottish Premier League zu Dundee United, wo er bis Januar 2011 spielte. Danach ging er wieder zu Huddersfield Town und Carlisle United, bis er 2014 seine Laufbahn beendete.